# Legitymizacja
Legitymizacja, legitymacja – w szerokim sensie uzasadnienie bądź prawomocność określonej instytucji społecznej. Najczęściej mówi się o legitymizacji władzy, państwa czy prawa. 
O legitymizacji można mówić w normatywnym i empirycznym sensie. Legitymizacja normatywna oznacza wskazanie, dlaczego określona instytucja powinna znajdować posłuch. Instytucja jest legitymizowana, jeśli można wskazać, że realizuje wartości podzielane przez daną społeczność. Badaniem legitymizacji różnych instytucji i struktur zajmuje się filozofia polityki.
Legitymizacja w sensie empirycznym oznacza, że określona społeczność uważa określoną instytucję za prawomocną i w konsekwencji znajduje ona faktyczny posłuch (tzn. prawo jest przestrzegane, nikt nie podważa władzy). Badaniem legitymizacji w sensie empirycznym zajmują się nauki społeczne (przede wszystkim politologia i socjologia).

## Legitymizacja władzy i panowania
Legitymizacja władzy jest przedmiotem badań politologii, filozofii i socjologii polityki. Ponieważ nie można wytłumaczyć posłuchu dla władzy czystą przemocą, należy wytłumaczyć dlaczego ludzie są jej posłuszni. Każda władza oparta jest na przyzwoleniu i musi opierać się na powszechnych wartościach (lub sprawiać takie wrażenie). Do najbardziej znanych teorii legitymizacji władzy (w sensie empirycznym) należą idealne typy panowania Maxa Webera, teorie Seymoura Martina Lipseta. Davida Eastona i Davida Beethama. Do normatywnych teorii legitymizacji władzy należą m.in. teorie umowy społecznej. Utrata legitymizacji to delegitymizacja władzy.

## Legitymizacja prawa
Prawo legitymizowane to prawo które odpowiada pewnym kryteriom wartości (sens normatywny) lub prawo, które jest faktycznie przestrzegane (sens empiryczny). Uzasadnienie podstaw obowiązywania prawa różniło się w zależności od doktryny filozoficznoprawnej i wywodzone było z istoty najwyższej, natury ludzkiej, rozumu filozoficznego czy procedurze.